# تيري نايلور
تيري نايلور (بالإنجليزية: Terry Naylor)‏ (5 ديسمبر 1948 في المملكة المتحدة - ) هو لاعب كرة قدم بريطاني في مركز الدفاع. لعب مع تشارلتون أثلتيك وتوتنهام هوتسبير.

## وصلات خارجية
- تيري نايلور على موقع قاعدة بيانات كرة القدم.إي يو (الإنجليزية)